# 고향무정
"고향무정"은 1968년 공개된 대한민국의 영화이다.

## 배역
- 문희
- 남진
- 최남현
- 황정순
- 김성옥
- 허장강
- 방성자
- 어윤길
- 방인자
- 최삼
- 트위스트 김
- 임해림
- 이영호
- 박병기
- 임예심
- 김수천
- 석귀녀
- 심상현
- 권오상
- 김문주
- 한명환
- 정훈희